# 1185
| 1185               |
| ------------------ |
| Dødsfald - Fødsler |
|                    |

| Gregoriansk kalender | 1185 MCLXXXV            |
| Ab urbe condita      | 1938                    |
| Armensk kalender     | 634 ԹՎ ՈԼԴ              |
| Kinesiske kalender   | 3881 – 3882 甲辰 – 乙巳 |
| Etiopisk kalender    | 1177 – 1178             |
| Jødisk kalender      | 4945 – 4946             |
| Hindukalendere       |                         |
| - Vikram Samvat      | 1240 – 1241             |
| - Shaka Samvat       | 1107 – 1108             |
| - Kali Yuga          | 4286 – 4287             |
| Iransk kalender      | 563 – 564               |
| Islamisk kalender    | 581 – 582               |

Konge i Danmark: Knud 6. 1182-1202
Se også 1185 (tal)

## Begivenheder
- Knud 6. besejrer hertug Bugislav af Pommern og kalder sig herefter ikke blot "de daners konge", men også "de venders konge".
- 25. april - Yoritomo Minamoto vinder slaget ved Dan-no-ura og bliver Japans reelle hersker med titlen Sei-i-tai-Shogun. Dette indleder Kamakura-perioden.
- 25. november - Urban III indsættes efter Lucius III, indtil sin død i 1187.
- Vindmøller omtales første gang.
- (ca.) Karmeliterordenen oprettes.

## Født
- Inge Bårdssøn, konge af Norge 1204 – 1217
- Raimond-Roger af Trencavel, (fransk greve, d. 1209)

## Dødsfald
- 25. april – kejser Antoku af Japan
- 25. november - Pave Lucius III, siden 1181 dør og efterfølges af Urban III (født ca. 1100).
- Bhaskara, indisk matematiker og astronom (født 1114).